# Kromdraai

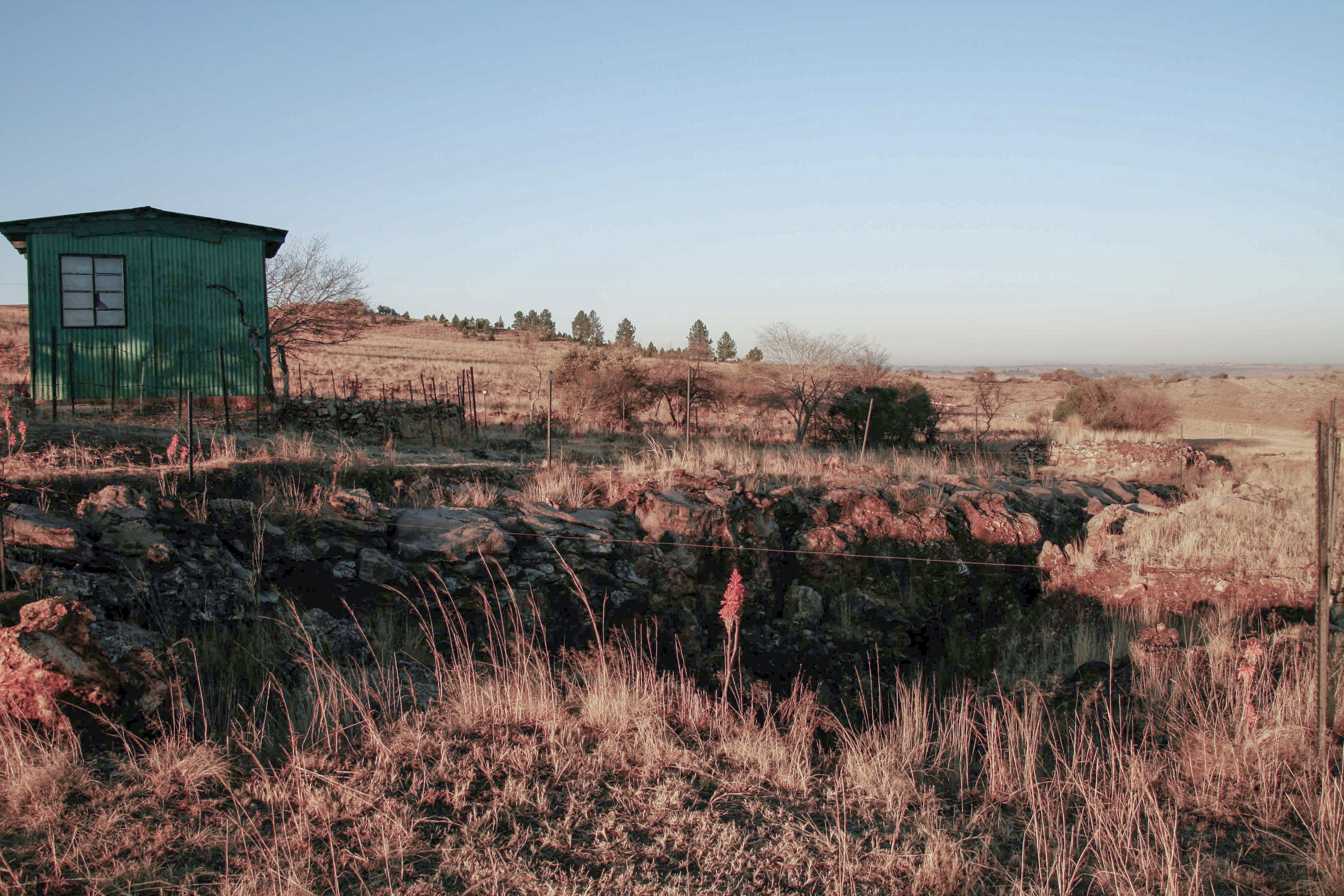
Kromdraai

Kromdraai ist eine paläoanthropologische Fundstelle im westlichen Gauteng in Südafrika. Sie gehört gemeinsam mit einer Reihe weiterer Stätten, die unter dem Namen Cradle of Humankind (Wiege der Menschheit) bekannt sind, seit 1999 zum UNESCO-Weltkulturerbe.
Kromdraai befindet sich unweit von der Stadt Krugersdorp. Der Name ist nach einer Biegung des mäandrierenden Crocodile River von Afrikaans „krumme Biegung“ abgeleitet.
In Kromdraai wurde 1938 das Typus-Exemplar von Paranthropus robustus entdeckt. In der nahe liegenden Coopers-Höhle wurden ebenfalls Fossilien von Paranthropus robustus und von frühen Vertretern der Gattung Homo sowie Steinwerkzeuge gefunden.
Alle homininen Fossilien der Fundstelle Kromdraai B wurden in einer Gemeinschaftsarbeit des Max-Planck-Instituts für evolutionäre Anthropologie (MPI) (Leipzig) und dem Ditsong National Museum of Natural History (Pretoria) mit einem CT-Scanner dreidimensional digitalisiert und die Digitalisate in einer beim MPI angesiedelten Datenbank für wissenschaftliche Zwecke frei zugänglich gemacht.